# Агатокле
Агатокло или Агатокле (грч. Ἀγαθοκλῆς, 361—289. п. н. е.) је био тиранин Сиракузе (316—289. п. н. е.) и краљ Сицилије (304—289 пре п. н.). У већини античких извора представљен је као посебно окрутан тиранин. Као тиранин Сиракузе ширио је своју власт и овладао је већим делом Сицилије, па је дошао у сукоб са Картагињанима. Картагињани су 311. п. н. е. послали велику војску, која је победила Агатокла у бици код Химере. Агатокло је тада изгубио 7.000 војника и готово све раније освојене територије. Док је његов град Сиракуза након пораза био под опсадом он је одлучио да тежиште рата пренесе у Африку. Током 310. п. н. е. искрцао се у Африци, где је ратовао све до 307. п. н. е. Неколико година је успешно водио рат, тако да Картагињани више нису контролисали територију, сем главнога града Картагине, која је била под опсадом. Картагињани су због проблема код куће смањили притисак на Сиракузу. Када је дошло до нових проблема на Сициији Агатокло је рат у Африци препустио своме сину, па је дошло до преокрета и 307. п. н. е. Агатоклеова војска је била поражена у Африци. Агатокле је 306. п. н. е. склопио мир са Картагињанима, дајући им територије на Сицилији у замену за новац. Дипломатском вештином успео је да пољуља редове противника, сиракушких избеглица и да их победи. Постао је краљ Сицилије 304. п. н. е. Учествовао је у походима на југу Италије и на Крфу.

## Детињство
Агатокло је рођен у Терми (раније Химера) на Сицилији. Отац му се бавио грнчаријом, па је касније и Агатокла научио истом занату. Према Диодоровој верзији Агатоклеов отац је био протеран из Регија и населио се у Терми, која је била под Картагињанима. Према Јустиновој верзији отац му је био грнчар, а Агатокло се као дечак бавио проституцијом. Након некога времена преселио се у Сиракузу. Доста је сумњива прича да је Агатокло био сиромашни грнчар, јер за време олигархије грнчари нису могли да постану стратези, попут Агатоклеова брата. Вероватно су били богати предузетници, који су запошљавали грнчаре и надгледали такво предузеће. Прича о пророчанству да ће бити опасан је исто тако једна од легенди, какве су се иначе плеле о владарима. Према пророчанству за Агатокла је речено да ће бити опасан за Картагињане и целу Сицилију. Агатоклеов отац је онда дете изложио на јавном месту са намером да дете не остане живо. Ипак био је спашен па је одрастао у ујаковој кући, а касније када је имао седам година отац га је прихватио, преселио се са њим у Сиракузу и научио га је грнчарском занату.
Агатокло се рано истакао ратоборношћу и одважношћу у биткама. Најпре се истакао под Тимолеоновим вођством 339. п. н. е. у бици код Етне против Кампанијаца. Напредовао је и обогатио се под патронажом угледнога и богатога Сиракужана Дамаса. Агатокло је постао хилијарх (командант јединице од хиљаду војника), а након Дамасове смрти оженио се његовом удовицом и тада је постао један од најбогатијих Сиракужана. Око 330. п. н. е. Брути су након смрти Александра Молошкога нападали градове Велике Грчке. Тада је Кротон тражио помоћ од Сиракузе. Агатокле је учествовао у походу са својом јединицом. Није се слагао ни са сиракушком ни са кротонском олигархијом, па је био протеран и отишао је у Таранто.

## Агатокло као стратег Сиракузе
Сиракузом је владала олигархија од 600 богатих породица. Након напуштања Таранта са малом групом прогнаника помагао је 322. п. н. е. грађанима Регија, које су напали сиракушки олигарси. Због неуспеха да заузму Региј срушена је олигархија у Сиракузи и протерани су многи олигарси. Када је у Сиракузи срушена олигархија Агатокле се вратио у Сиракузу. Многи олигарси и њихови пријатељи морали су да напусте Сиракузу, па је дошло до грађанскога рата између прогнаних олигарха и демократа. Када се Агатокле вратио у Сиракузу није добио значајнију функцију. Картагињани су се умешали и почели су да помажу олигархе, тако да су демократе морале да пусте олигархе натраг у град. Агатокле је као заклети непријатељ олигархије поново морао да напусти Сиракузу. У унтрашњости Сицилије окупио је своју војску и повео је рат против Сиракужана и Картагињана. Заузео је Леонтини, а вештом дипломатијом склопио је споразум са Картагињанином Хамилкаром, па су Сиракужани били присиљени да се договоре са Агатоклом, који се онда вратио у Сиракузу. Ту се заклео у демократију, па је демагошким методама стекао толику популарност да су га изабрали за стратега. Највећи Агатоклеови непријатељи остали су и даље олигарси.

## Крваво преузимање власти
Агатокло је искористио свој положај, па је регрутовао војску од незадовољних и људи непријатељски расположених према олигархији. Као стратег Сиракузе требало је да се обрачуна са одређеним побуњеницима, па је могао да регрутује 3.000 њему оданих војника. Својој војсци је наредио да дође у Тимолеонтиј. Позвао је на исто место много олигарха, па их је похапсио и оптужио пред војском да сиракушка олигархија њега намерава да ухапси. Агатоклеова војска се након тога разјарила, па су тражили да се обрачунају са олигархијом. Агатокло је наредио да се у Сиракузи побију олигарси и њихове присталице и да им се конфискује имовина. Уследило је крвопролиће, које је трајало два дана. Према Диодору убијено је 4.000 присталица олигархије, а 6.000 је побегло. Већина се склонила у Акрагант.

## Агатокло постаје тиранин Сиракузе
Након крвопролића Агатокло је 316/315. п. н. е. сазвао скуштину, на којој је оправдао своје поступке и оптужио олигархе. Рекао је да град предаје народу и да народу даје слободу. Претварао се да је за демократију и да се повлачи, а знао је да присутно мноштво жели да он влада. Гомила је тражила од њега да он влада и изабран је за јединога стратега са пуним овлаштењима. Агатокло је одмах обећао укидање дугова и поделу земље сиромашнима. Постао је омиљен тиранин. Знао је како да одобровољи народ лепим речима и пријатељским приступом. Поред постојеће флоте израдио је много нових бродова. Обновио је дисциплину, бринуо се о наоружању и војсци, тако да је успео да овлада великим делом унутрашњости Сицилије.

## Рат са Акрагантом и Месеном
Када је осигурао своју власт у Сиракузи Агатокло је кренуо да осваја друге делове Сицилије. Међутим највише су му се супротстављали прогнани из Сиракузе и других градова. Протерани су били покретачка снага између 316. п. н. е. и 306. п. н. е. Месана и Акрагант имали су највише прогнаних. Током 315. п. н. е. Агатокле је два пута покушао да освоји Месану. Картагињани су интервенисали и упозорили су Агатоклеа да поштује старе уговоре из доба Тимолеона, по којима се гарантова слобода грчких градова. Сиракушке избеглице из Акраганта су успеле да наговоре народ Акраганта да 314. п. н. е. зарати против Агатокла. То је требало да буде превентивни рат, којим би се спречило да Агатокло довољно ојача. Акрагант се удружио са Гелом и Месаном, а одлучили су да доведу и главнога команданта из Грчке. Дошао им Акротат из Спарте, син краља Клеомена. Акротат је убедио и Тарантинце да пошаљу помоћ Акраганту. Међутим Акротат се није показао као достојан заповедник, па је морао да напусти Сицилију. Тада су се и Тарентинци повукли са својом флотом, па су Акрагант, Гела и Месена склопила мир 314. п. н. е. са Агатоклом. Посредник међу зараћенима странама био је Картагињанин Хамилкар. Према споразуму грчки градови источно од Халиса били су слободни, али морали су признавати хегемонију Сиракузе.

## Заузимање Месене
Агатокле је након тога овладао још већим делом Сицилије. Поред савезника и Сиракужана имао је најамничку војску од 10.000 пешака и 3.000 коњаника. На Сицилији је био успостављен мир, али Месена се није слагала са таквим миром. Месена је због тога постала главно окупљалиште сиракушких избеглица. Агатокле је због тога напао Месену 312/311. п. н. е. Надајући се мирном решењу Месењани су га пустили у град и истерали су сиракушке избеглице. Након тога погубљено је око 600 противника Агатоклеа. Вођа сиракушких избеглица Дејнократ позвао је Картагињане да помогне пре него што Агатокло покори целу Сицилију. Картагињани су одлучили да поново успоставе равнотежу снага на Сицилији. Сиракушке избеглице су биле заузеле Галарије, па су је били изгубили. Након неколико неуспеха улазили су у сукобе само када су удружени са Картагињанима. Када је Агатокло покушао да заузме Акрагант интервенција картагињанске флоте присилила га је на повлачење. Картагињани су заузели и стратешки важно брдо Екном. Ипак тада још није дошло до рата са Картагињанима.

## Пораз у бици код Химере
У пролеће 311. п. н. е. Картагињани су спремили велику војску под заповедништвом Хамилкара, Гисковога сина. Картагињанска војска имала је 14.200 војника и 130 тријера. У олуји им је страдао велики део флоте. Потонуло је 60 тријера и 200 транспортних бродова. Када је Хамилкар стигао на Сицилију окупио је преживеле, узео нове најамнике и савезнике, тако да је располагао са 40.000 војника и 5.000 коњаника. Већина картагињанске војске налазила се близу Геле, која је била делом на страни Агатокла, али у којој није могао да постави посаду. Агатокло је на превару увео војску у Гелу, побио 4.000 грађана и узео им имовину, а од осталих је покупио злато и сребро и тако је дошао до великога новца потребнога за рат. Картагињани су се утврдили код брда Екном, а Агатокло близу њих код Фаларија. Мањи окршаји између две војске довели су до велике битке. У првом покушају грчка војска напала је картагињански логор, али 1.000 балеарских праћкаша натерало је Грке на повлачење. Агатоклеова војска је поново напала непријатељски логор, али током окршаја стигла је нова картагињанска флота. Напали су грчку војску са леђа и натерали су их на повлачење. Током повлачења за време највеће жеге по подневном јулском сунцу Агатоклеова војска је имала велике губитке. Погинуло је 7.000 Агатоклеових војника.

## Губитак територија
Након пораза Агатокло је окупио преосталу војску у Гели, која је била одлично утврђена. Хамилкар је једно време опседао Гелу, али када је схватио да неће успети да заузме град онда је кренуо да осваја унутрашњост Сицилије. Много градова је прешло на страну Картагињана, улључујући Месину, Абакену, Камарину. Леонтину, Катану и Тауроментиј. Агатокло се вратио у Сиракузу, коју је припремио за обрану.

## Поход у Африку 310. п. н. е.
Агатокле је након пораза код Химере био у очајној ситуацији. Остао је без најбољега дела своје војске, савезници су га напустили и остала му је само Сиракуза. Картагињани су загосподарили готово целом Сицилијом и располагали су великим снагама. Агатокло је одлучио да рат пренесе на север Африке и да нападне Картагину. Одабрао је најспособније војнике за поход у Африку. Свога брата Антандра одредио је управника Сиракузе док је он одсутан. Пре поласка побио је и одузео новац многим богаташима, који су били непријатељски расположени према њему. Кренуо је са 60 бродова и 13.500 војника. Свој план није никоме поверио, тако да војска није ни знала куда иду. Кренули су 14. августа 310. пре н. е, пробили су се кроз картагињанску блокаду и након шест дана су стигли у Африку. Искрцали су се код рта Бон на око 110 km од Картагине. Када је ту стигао Агатокле је одмах запалио своју флоту. Да је оставио бродове морао би један драгоцени и знатан део војске да остави да чува бродове. Његова војска након паљења бродова више није могла да мисли на бег, а једини спас им је био у победама.

## Агатокло побеђује велику картагињанску војску
Грчка војска је на свом походу кроз Африку пролазила кроз веома плодно подручје и успут су пљачкали. Најпре су кренули према Мегалеполису. Заузели су Мегалеполис и Бели Тунет, градове опљачкали и уништили. Долазак грчке војске изазвао је велику панику и страх у Картагини. Помислили су да је Хамилкар изгубио целу војску на Сицилији. Картагина није имала спремну војску, јер је маса грађана била неискусна у ратовању. Картагињанска герузија одредила је за команданте Ханона и Бормилкара, чије породице су биле међусобно завађене. Сматрало се да је због њиховога узајамнога ривалства ниједан неће моћи да угрози постојећи политички поредак. Картагињани су сакупили 40.000 пешака, 1.000 коњаника и 2.000 борних кола. Била је то грађанска слабо обучена војска. Током битке Картагињана и Агатоклеове војске Ханон се храбро борио предводећи Свету чету одабраних бораца. Наносио је Грцима велике губитке. Ханон је погинуо у бици, а Бормилкар се прерано повукао, па су Картагињани доживели катастрофалан пораз. Диодор тврди да се Бормилкар намерно повукао, јер му је одговарало да Агатокло победи. Он је тада имао шансе да уведе тираниду у Картагину.

## Агатокле осваја 310. п. н. е. преко 200 градова у Африци
Картагињани су се након тешкога пораза повукли иза градских зидина. Агатокле је опседао Картагину, а Картагињани су у исто време на Сицилији опседали Сиракузу. Картагињани су да би умилостивили Молоха жртвовали 200 дечака из најугледнијих породица. Послали су и велику суму новца да би одобровољили бога Мелкарта из града Тира. Тражили су од Хамилкара да што пре пошаље помоћ са Сицилије. Агатокло је за то време заузимао утврђења и градове око Картагине. Многи градови су прешли на његову страну због мржње према Картагињанима. Успоставио је утврђење крај Тунета и заузео је Неаполис (Нови Град), опседао је Хадрумет и склопио је савез са краљем Либије Елимом. Освојио је преко 200 насеља на источној обали данашњега Туниса, укључујући и Тапс. Агатокло је након тога кренуо у унутрашњост. Картагињанима је тада стигла помоћ са Сицилије, па су тада покушали да ослободе Тунет. Краљ Елима је прешао на страну Картагињана. Агатокле се због свега тога вратио и победио је Картагињане и краља Елиму.

## Смирује побуну
Картагињанска војска је покушала да освоји Сиракузу, али поражени су, а Хамилкар је заробљен и погубљен. Био је то тежак удар за Картагину. Међутим и Агатокло је имао проблема. У његовоме логору је избила побуна, једним делом и због војничких плата. Агатокло је штедео своје нове поданике у Африци не намећући им велик данак са циљем да се покаже бољим од претходних владара, Картагињана. Када су Картагињани сазнали за побуну понудили су Агатоклеовој војсци боље плате. Многи Агатоклеови официри обећали су да ће Картагињанима довести војску. Агатокло је помоћу демагошких и психолошких метода успео да смири војску. Чак је војска одмах спремно напала Картагињане, који су чекали да војска пређе на њихову страну.

## Позива Офелу и убија га
Током 309. п. н. е. Картагињани су покушали да поново освоје побуњену Нумидију, тј да придобију побуњене Номаде. Агатокле је онда оставио свога сина Архагата у Тунису, а сам је са најбољом војском кренуо за Картагињанима. Картагињани су на своју страну придобили номадско племе и већи део становништва. Агатокле је успео да победи Картагињане и натера их на повлачење. Током 309. п. н. е. Агатокле се обратио Офели, који је владао Киренаиком у име Птолемеја. Замолио га је да му помогне у рату са Картагињанима, а заузврат му је нудио власт у Либији. Офела је прихватио позив и кренуо је са 10.000 пешака, 600 коњаника и 10.000 људи из неборбенога састава. Након двомесечнога марша кроз безводну пустињу Сирта стигли су 308. п. н. е. до Агатоклеа. Агатокле је снабдео Офелину војску и дао им да се одморе. Када је касније већина Офелине војске била ван логора Агатокле је оптужио Офелу да кује заверу против њега. Офелу је тада убио и преузео његову војску. Одједном је располагао дупло већом војском.

## Осваја велике територије
Бормилкар је у исто време извршио државни удар у Новом Граду и прогласио се тиранином уз помоћ 1.000 најамника и 500 оданих грађана. Међутим након сукоба и рата на улицама завереници су били поражени, а Бормилкар је погубљен. Тај државни удар ослабио је Картагину, па су након тога уследили Агатоклеови војни успеси. Након дуже опсаде освојио је Утику, која је била најважнији град након Картагине. Освојио је и Хипу Акру (Бизерту), где је изградио луку, бродоградилиште и арсенал. Покорио је многе градове и луке на обали и са свим племенима у унутрашњости, сем Номада. Управо тада када је ситуација постала јако тешка за Картагињане дошло је до неповољнога развоја догађаја на Сицилији. На Сицилији је стратег Акраганта Ксенодок слободио многе градове. Агатокле се због тога са 2.000 војника вратио на Сицилију. У Либији је оставио свога сина Агатарха.

## Тешки пораз Агатоклеове војске у Африци
Агатоклеов повратак на Сицилију означио је прекретницу рата. Агатоклеови генерали су победили Ксенодока, који се онда повукао у Акрагант. У прво време ситуација у Африци развијала се повољно за Агатоклеа. Најпре су у јужном Тунису заузели бројне градове и задобили богат плен. У другој експедицији заузели су неколико градова, али морали су да се повлаче. Картагињани су тада одлучили да промене тактику. Били су охрабрени Агатоклеовим одсуством, а због недостатка хране присиљени да нешто подузму. Кренули су у офанзиву поделивши војску на три дела од по 10.000 војника. Агатоклеов син Архагат је направио неколико грешака. И он је поделио војску на три дела, што је Агатокле до тада избегавао. Поред тога Архагат није добро координисао операције са Еумахом, па су уследили тешки порази. Две војске су страдале у две засебне заседе изгубивши 12.000 војника. Архагат се након тога повукао у Тунет и ту је окупио преосталу војску. Многи савезници су прешли на страну Картагињана. Картагињани су држали Тунет под опсадом, па је Архагат тражио помоћ од Агатоклеа.

## Потпуни пораз Агатокла у Африци 307. п. н. е.
Агатокле је рат са Дејнократом, вођом сиракушких избеглица, препустио Лентину, а сам је 307. п. н. е. кренуо у Африку. Када је Агатокло дошао у Африку окупио је војску од 13.500 војника и 10.000 непоузданих либијских савезника. Покушао је да наведе Картагињане на отворену битку, али они нису пристајали, јер су настојали да Грке победе изгладњивањем. Када је кренуо у офанзиву на утврђенога непријатеља изгубио је 3.000 војника. Након тога напустили су га и либијски савезник, тако да је његов потхват био осуђен на пропаст. Одлучио је да оде за Сицилију, али није имао довољно бродова за целу војску. Због тога је одлучио да тајно побегне и да са собом поведе млађега сина Хераклида. Старији син Аргхагат је побунио официре због те очеве намере, па су Агатоклеа оковали. Касније је војска ослободила Агатокле, па је он побегао на Сицилију оставивши синове иза себе. Војници су убили Агатоклове синове и предали се Картагињанима.

## Дипломатска вештина Агатоклеа
Када се Агатокло вратио 307. п. н. е. на Сицилију одржавао се бруталношћу. Недостајало му је новца да регрутује најамнике, па је на бруталан начин извукао новац од богаташа из Сегесте. Његов брат Антандар побио је у Сиракузи рођаке свих војника, који су са Агатоклом ишли у поход на Картагину. Главни Агатоклеов противник био је вођа сиракушких прогнаника Дејнократ, који се са војском од 20.000 пешака и 3.000 коњаникаи спремао да ослободи Сицилију. Агатоклеов генерал Пасифил пребегао је код Дејнократа. Тада је Агатокле показао врхунац дипломатске вештине. Понудио је Дејнократу уговор по коме би Агатокле напустио власт и вратио слободу Сиракузи. Заузврат је тражио једино две тврђаве Терму и Кефалоидиј. Дејнократ није веровао да Агатокле то искрено мисли, а осим тога сам је тежио монархији и није му се свиђао повратак демократије. Дејнократ је на разне начине смишљао изговоре, да би спречио склапање споразума, а то га је онда дискредитовало пред изгнаницима. Агатокле је успео да код изгнаника пољуља веру у Дејнократа, оптужујући га да он спречава повратак слободе.

## Слом Дејнократове војске
Агатокле је поред осталог склопио 306. п. н. е. мир са Картагињанима. Картагињани су добијали натраг све своје раније градове на Сицилији, а заузврат су дали Агатоклеу 300 таланата. Пошто је склопио мир са Картгињанима био је спреман за обрачун са Дејнократом. Агатокле је имао само 5.000 војника, а Дејнократ је имао 20.000 пешака и 3.000 коњаника. Одлучујућа битка одиграла се код Торгија, а током битке 2.000 Дејнократових војника пребегло је код противника и то је довело до панике у Дејнократовој војсци. Избегличка војска побегла је у Амбику. Ту је Агатокле након лажнога обећања побио бар 4.000 војника. Након уништења непријатељске војске Агатокле је склопио споразум са Дејнократом и дао му део војске и отада је Дејнократ помагао Агатоклеу да преузме утврђења.

## Краљ Сицилије
Агатокле је постао господар источне половине Сицилије. Око 304. п. н. е. Агатокле је узео титулу краља, попут дијадоха.

## Походи на југу Италије и у Грчкој
Агатокле је на позив Таранта око 300. п. н. е. кренуо у поход на југ Италије. Победио је Бруте и присилио их на савез. Након повлачења Клеонима са Коркире Агатокле се умешао у рат Коркире и Касандра. Агатоклу је било неприхватљиво да нека велика сила контролише стратешки важно оствро, које представља врата за запад. Касандар је 299. п. н. е. покушао да заузме Коркиру, али Агатокле је присилио Касандра да напусти острво. Агатокле је неколико година господарио Коркиром, а онда ју је предао као мираз 295. п. н. е. приликом венчања његове ћерке Ланасе и Пира од Епира, који је владао Епиром. Током Агатоклеова одсуства дошло је до побуне његових најамнике, већином Лигура и Етрураца. Побуна је избила због најамничких плата. По повратку сломио је побуну погубивши око 2.000 најамника.

## Рат са Брутима
Брути су га због тога напустили и победили га у бици. Агатокле је изгубио 4.000 војника у ноћној заседи. Након тога био је присиљен да се врати у Сиракузу. Током 295. п. н. е. пратио је своју ћерку Ланасу на свадбу са краљем Пиром. Тада је искористио прилику да изненада нападне и освоји Кротон, а након освајња дао је да се град опљачка. Склопио је савез са Јапигима и Пеуцетијима и снабдевао их је гусарским бродовима у замену за део плена. Око 293. п. н. е. кренуо је у нови поход на Бруте. са 30.000 пешака и 3.000 коњаника. Успео је да заузме Хипониј, као значајну базу у рату са Брутима. Брути су након тога дали Агатоклеу таоце и признали му суверенитет. Међутим чим се Агатокле вратио на Сицилију обновили су рат и ослободили се.

## Планови
Агатокло је иначе планирао да истера Картагињане са Сицилије. Намеравао је да спречава Картагињане да превозе жито из Сицилије и Сардиније. Због тога је изградио флоту од 200 бродова. Током 291. п. н. е. Агатокле се повезао са Деметријем Полиоркетом, па се његова ћерка раставила са Пиром и удала се за Деметрија Полиоркета. Коркира је као мираз предана Деметрију. Агатокле се одлучио за савез са моћнијим дијадохом.

## Смрт
Његова два сина из првога брака са Дамасом Архагат и Хераклид убијени су у Африци. Са другом женом Алкијом имао је ћерку Ланасу и сина Агатокла. Са трећом женом имао је малолетне синове. Млађи Агатокле из брака са Алкијом био је једини очити наследник. Међутим Архагат, син убијенога Архагата био је Агатоклов унук и показивао је претензије да наследи деду. Командовао је војском у Етни. Стари Агатокло је позвао млађега Агатокла да му преда власт, али Архагат га је убио. Стари Агатокле није хтео да престо наследи убица његовогог сина, па је народу вратио демократију. Умро је убрзо након тога 289/288. п. н. е..